# Kārlis Krēsliņš

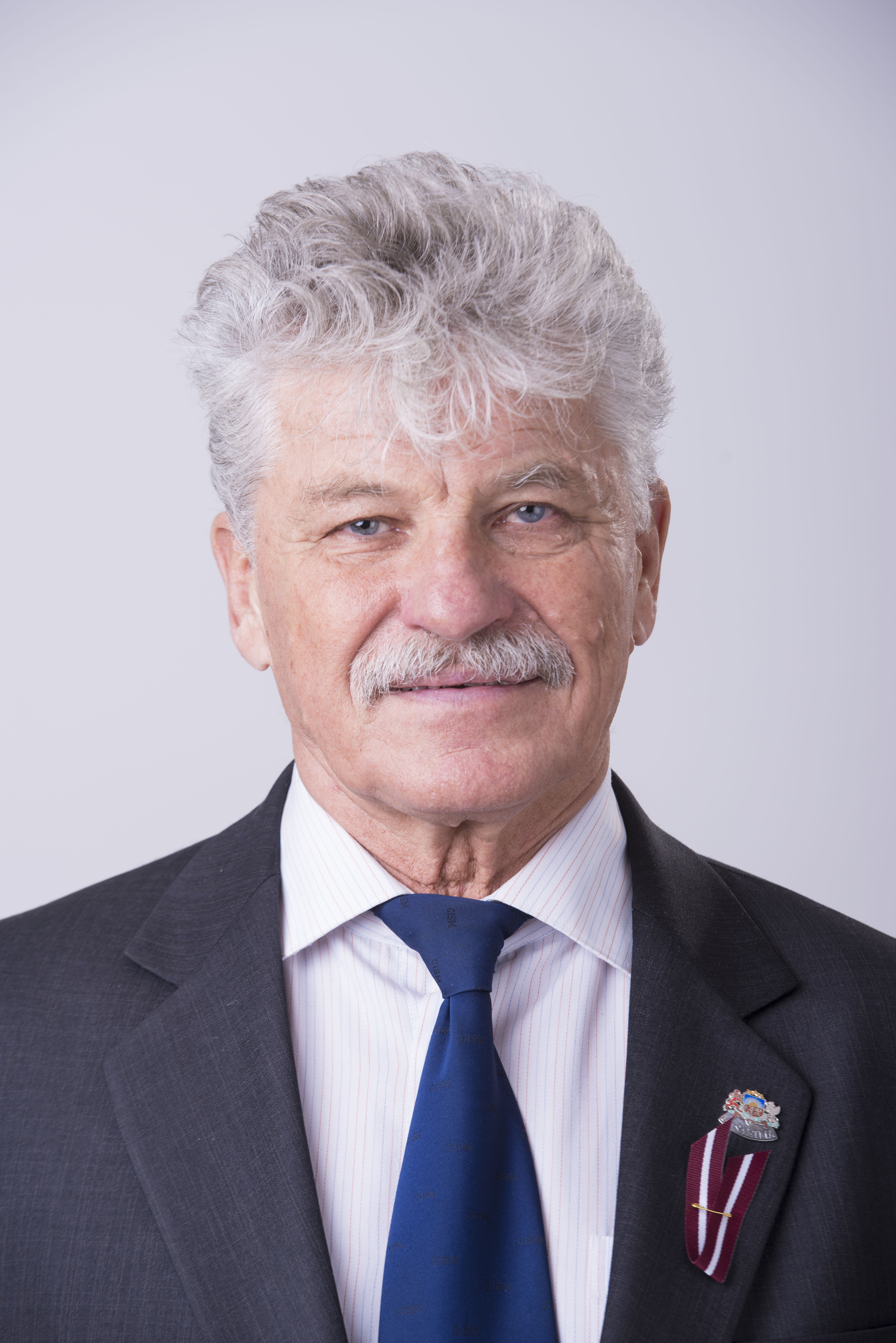
Kārlis Krēsliņš (2014)

Kārlis Krēsliņš (* 13. April 1945) ist ein lettischer Politiker und ehemaliger Brigadegeneral.

## Leben

### Militärische Laufbahn
Nach dem Abitur besuchte Kārlis Krēsliņš von 1963 bis 1966 eine Militärhochschule in Riga und diente anschließend bis 1992 bei den Luftstreitkräften der Sowjetunion (seit 1977 als Dozent an der Militärakademie für Ingenieure der Luftstreitkräfte „Prof. N. J. Schukowski“).
Im Jahr 1992 wechselte er zu den im Wiederaufbau befindlichen lettischen Streitkräften und übernahm dort den Posten des stellvertretenden Leiters der Militärakademie des Landes. Ab 1997 war er als stellvertretender Stabschef für den Bereich der Ausbildung zuständig. Von 2000 bis 2004 übernahm Krēsliņš den Posten des Stabschefs der Nationalen Streitkräfte. Während dieser Tätigkeit, wurde er im September 2003 zum Brigadegeneral befördert. Im Jahr 2004 übernahm er die Leitung der lettischen Militärakademie. Ein Jahr danach wurde er, mit 60 Jahren, in den Ruhestand verabschiedet.

### Tätigkeit in der Politik
Nach dem Ausscheiden aus dem Militärdienst, wurde Kārlis Krēsliņš in der Politik tätig. Bei der Parlamentswahl in Lettland 2011 konnte er für die Nationale Allianz ins lettische Parlament (lettisch Saeima) einziehen. Im April 2014 verzichtete er auf sein Abgeordnetenmandat, trat aber zu den Wahlen im Herbst 2014 erneut an und war seitdem wieder Abgeordneter. Er gehörte der 12. Saeima bis zu deren letzten Sitzung am 1. November 2018 an. Bei der Parlamentswahl in Lettland 2018 hatte seine Partei Stimmverluste hinzunehmen. Krēsliņš gehörte dabei zu denen, die ihr Abgeordnetenmandat nicht verteidigen konnten.

### Privates
Kārlis Krēsliņš ist verheiratet und Vater von vier Kindern. Zu seinen Hobbys zählen Reisen und sportliche Aktivitäten zudem ist er ehrenamtlich in mehreren Vereinen tätig.

## Auszeichnungen
|  | Großoffizier des Westhard-Ordens (2004) |